# Bát-nhã-ba-la-mật-đa

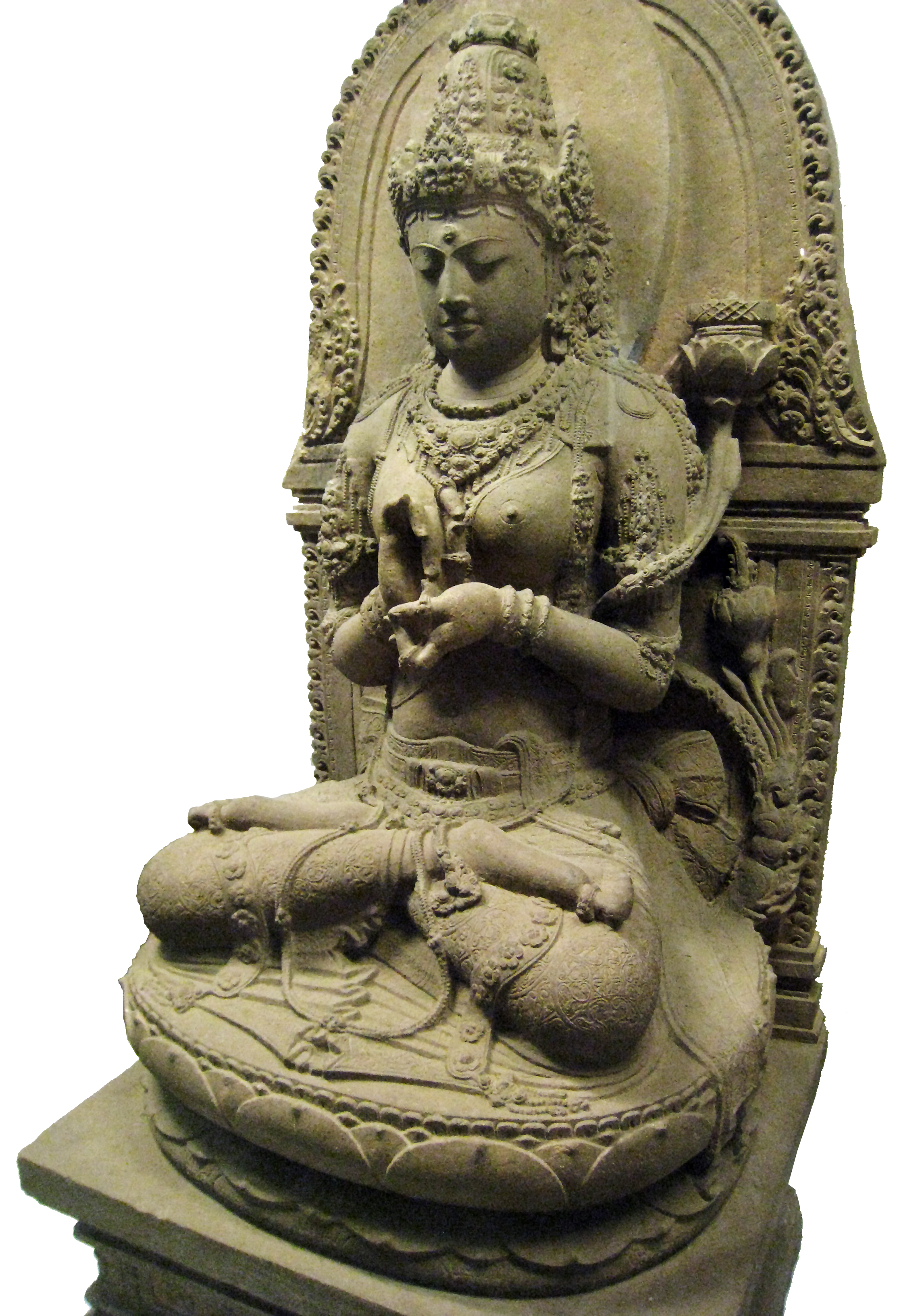
Bồ Tát Bát-nhã-ba-la-mật-đa (Java, Indonesia)

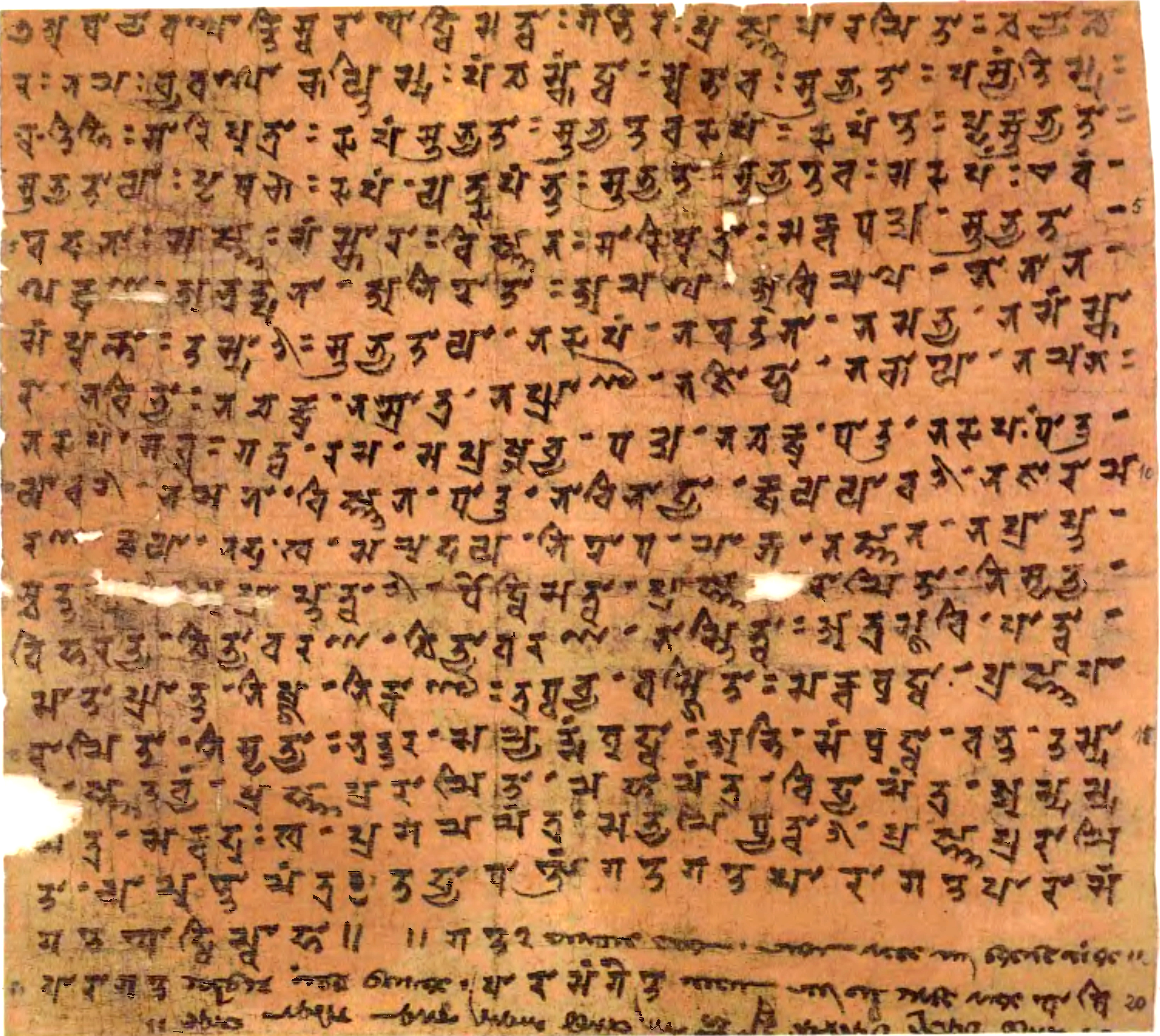
Một bản của kinh Bát-nhã-ba-la-mật-đa bằng tiếng Phạn

Bát-nhã-ba-la-mật-đa (zh. 般若波羅蜜多, sa. prajñāpāramitā) có nghĩa là sự toàn hảo (pāramitā) của Bát-nhã (prajñā). Cũng được gọi ngắn là Bát-nhã-ba-la-mật. Truyền thống Đại thừa Đông á thường dịch nghĩa prajñāpāramitā là Huệ đáo bỉ ngạn (慧到彼岸), Trí độ (智度), Trí huệ độ người sang bờ bên kia. Tuy có vấn đề về mặt ngữ nguyên - ví như chiết tự pāram-itā và cho pāram là bỉ ngạn, là bờ bên kia và itā là đến, bước sang (gốc động từ √i, eti) - nhưng cách dịch Huệ đáo bỉ ngạn hoặc Trí độ vẫn có nghĩa vì chúng chỉ đến một loại trí huệ độ người sang bờ bên kia, từ bể luân hồi đến bờ niết-bàn. Bát-nhã-ba-la-mật-đa cũng là tên của một số bộ kinh quan trọng, xuất hiện khoảng thế kỉ thứ nhất trước CN, với nội dung xoay quanh chính Bát-nhã-ba-la-mật-đa này, và cũng là tên của một vị Bồ Tát, theo kinh văn Bát-nhã thì Bát-nhã-ba-la-mật-đa, "Sự toàn hảo của trí huệ" chính là nhận thức các pháp đều trống không (Tính Không), chỉ là những tên gọi, không có tự ngã và nhìn theo chân lý tuyệt đối (paramārthataḥ) thì không một vật nào tồn tại.

## Ý nghĩa
Các bộ kinh Bát-nhã-ba-la-mật-đa luôn nhấn mạnh rằng, thế giới hiện tượng không thật sự tồn tại. Nhìn chung thì sự nhận định này cũng không gì mới mẻ, bởi vì các luận sư trường phái A-tì-đạt-ma đã tuyên bố như thế. Tuy nhiên, họ đã quá nhấn mạnh vai trò của các pháp trong lúc chứng minh nguyên lý vô ngã của một cá nhân (nhân vô ngã, sa. pudgalanairātmya), khiến các pháp gần như có một tự ngã, tự tính. Các bộ kinh Bát-nhã-ba-la-mật-đa đi xa hơn một bước nữa, quả quyết là ngay cả các pháp cũng không có một tự ngã (pháp vô ngã, sa. dharmanairātmya). Như thế thì các bộ kinh này đã chuẩn bị bước rất quan trọng để phá kiến chấp vào sự tồn tại của thế giới hiện tượng. Theo kinh Bát-nhã, nếu thế giới hiện tượng không thật tồn tại thì chư Phật và chư Bồ Tát cũng không thật sự tồn tại. Kinh Bát thiên tụng bát-nhã-ba-la-mật-đa (sa. aṣṭasāhasrikā prajñāpāramitā) trình bày tư tưởng này như sau:
अथ खल्वायुष्मान् सुभूतिर्बुद्धानुभावेन भगवन्तमेतदवोचत् — यद्भगवानेवमाह — प्रतिभातु ते सुभूते बोधिसत्त्वानां महासत्त्वानां प्रज्ञापारमितामारभ्य यथा बोधिसत्त्वा महासत्त्वाः प्रज्ञापारमिताम् निर्यायुरिति। बोधिसत्त्वो बोधिसत्त्व इति यदिदं भगवन्नुच्यते, कतमस्यैतद्भगवन् धर्मस्याधिवचनं यदुत बोधिसत्त्व इति? नाहं भगवंस्तं धर्मं समनुपश्यामि यदुत बोधिसत्त्व इति। तमप्यहं भगवन् धर्मं न समनुपश्यामि यदुत प्रज्ञापारमिता नाम। सोऽहं भगवन् बोधिसत्त्वं वा बोधिसत्त्वधर्मं वा अविन्दन् अनुलभमानोऽसमनुपश्यन्, प्रज्ञापारमितामप्यविन्दन् अनुपलभमानोऽसमनुपश्यन् कतमं बोधिसत्त्वं कतमस्यां प्रज्ञापारमितायामवदिष्यामि अनुशासिष्यामि?
Sau đó, qua thần lực của Phật, Tôn giả Tu-bồ-đề nói với Thế Tôn như sau: "Thế Tôn nói 'Ông hãy tuỳ hỉ thuyết về Bát-nhã-ba-la-mật-đa cho Bồ Tát Ma-ha-tát, hãy nói những vị này thể nhập Bát-nhã-ba-la-mật-đa như thế nào.' Bạch Thế Tôn, Bồ Tát được gọi là 'Bồ Tát' — vậy 'Bồ Tát' này là tên gọi của pháp nào? Bạch Thế Tôn, Con chẳng thấy pháp nào có tên 'Bồ Tát', và cũng chẳng thấy pháp nào mang tên 'Bát-nhã-ba-la-mật-đa' cả. Thế Tôn! Vì không tìm ra, không nhận thức và cũng không thấy được một Bồ Tát hoặc pháp nào tên 'Bồ Tát', và cũng không tìm ra, không nhận thức và cũng không thấy được một Bát-nhã-ba-la-mật-đa hoặc pháp nào tên 'Bát-nhã-ba-la-mật-đa' — thế thì Con nên giảng giải cho Bồ Tát nào thể nhập Bát-nhã-ba-la-mật-đa nào đây?"
Trong cuộc đàm luận kế tiếp tôn giả Tu-bồ-đề đi sâu vào mối quan hệ giữa tên gọi và pháp mang tên gọi. Người ta có thể nói về các pháp, các hiện tượng; nhưng nói về các pháp, gọi tên các pháp như vậy không có nghĩa là các pháp sinh thành và tồn tại. Giáo lý duyên khởi (sa. pratītyasamutpāda) nói rằng, tất cả các pháp đều nương vào nhau mà phát sinh, có nghĩa là chúng không có một tự ngã (sa. anātman), không có một bản chất hoặc tự tính (sa. asvabhāva) và không trường tồn, tức là vô thường (sa. anitya). Nhưng, nếu chúng vô thường thì chúng đã huỷ diệt ngay khi phát sinh. Chúng sinh thành và hoại diệt trong từng sát-na (sa. kṣāṇika) và không tồn tại theo đúng nghĩa từ "tồn tại". Ta không thể nắm bắt bất cứ một pháp nào, không thể nương tựa vào bất cứ một pháp nào:
बुद्ध इति भगवन्‌ नामधेयमात्रमेतत्‌। बोधिसत्त्व इति भगवन्‌ नामधेयमात्रमेतत्‌। प्रज्ञापारमितेति भगवन्‌ नामधेयमात्रमेतत्‌। तच्च नामधेयमनभिनिर्वृत्तम्‌। यथा आत्मा आत्मेति च भगवन्नुच्यते, अत्यन्ततया च भगवन्ननभिनिर्वृत्त आत्मा। एवमस्वभावानां सर्वधर्माणां कतमत्तद्रूपं यदग्राह्यमनभिनिर्वृत्तम्? कतमे ते वेदनासंज्ञासंस्काराः? कतमत्तद्विज्ञानं यदग्राह्यमनभिनिर्वृत्तम्? एवमेतेषां सर्वधर्माणां या अस्वभावता, सा अनभिनिर्वृत्तिः। या च सर्वधर्माणामनभिनिर्वृत्तिर्न ते धर्माः।
'Phật-đà', bạch Thế Tôn, chỉ đơn thuần là một tên gọi (sa. nāmadheyamātra). 'Bồ Tát', bạch Thế Tôn, chỉ đơn thuần là một tên gọi. 'Bát-nhã-ba-la-mật-đa', bạch Thế Tôn, chỉ là một tên gọi đơn thuần. Và cái được gọi tên này lại là một cái gì đó không được tạo tác (sa. anabhinirvṛtta). Và cũng như trường hợp ngã được gọi là 'ngã', bạch Thế Tôn, ngã là một cái gì đó hoàn toàn không được tạo tác. Nếu giờ đây tất cả các pháp đều không có một tự tính thì sắc này là gì — một sắc không thể được nắm bắt và không được tạo tác? Thụ, tưởng và hành là gì? Vậy thức này là gì — một thức không thể được nắm bắt và không được tạo tác? Tự tính (sa. svabhāvatā) của tất cả những pháp này là bản chất không được tạo tác (sa. anabhinirvṛtti) của chúng, và bản chất không được tạo tác của tất cả những pháp này không phải là chư pháp.
Những nhà biên tập bộ kinh Bát-nhã này biết rõ là giáo lý tính Không bên trên sẽ gây hoang mang. Thế nên kinh khuyên các vị Bồ Tát nên giữ một tâm thức như sau trong lúc hành trì, nhất là khi hành trì pháp quán Ngũ uẩn theo Tứ niệm xứ (sa. smṛtyupasthāna):
सचेद्भगवन्‌ एवं भाष्यमाणे एवं देश्यमाने एवमुपदिश्यमाने बोधिसत्त्वस्य महासत्त्वस्य चित्तं नावलीयते न संलीयते न विषीदति न विषादमापद्यते नास्य विपृष्ठीभवति मानंसं न भग्रपृष्ठीभवति नोत्त्रस्यति न संत्रस्यति न संत्रासमापद्यते, एवं वेदितव्यम्—चरत्ययं बोधिसत्त्वो महासत्त्वः प्रज्ञापारमितायाम्‌। भावयत्ययं बोधिसत्त्वो महासत्त्वः प्रज्ञापारमिताम्‌। उपपरीक्षतेऽयं बोधिसत्त्वः महासत्त्वः प्रज्ञापारमिताम्‌। उपनिध्यायत्ययं बोधिसत्त्वो महासत्त्वः प्रज्ञापारमितामिति। तत्कस्य हेतोः? यस्मिन्‌ हि समये भगवन्‌ बोधिसत्त्वो महासत्त्वः इमान्‌ धर्मान्‌ प्रज्ञापारमितायां व्युपपरीक्षते, तस्मिन्‌ समये न रूपमुपैति, न रूपमुपगच्छति, न रूपस्योत्पादं समनुपश्यति, न रूपस्य निरोधं समनुपश्यति। एवं न वेदनां न संज्ञां न संस्कारान्‌। न विज्ञानमुपैति, न विज्ञानमुपगच्छति, न विज्ञानस्योत्पादं समनुपश्यति, न विज्ञानस्य निरोधं समनुपश्यति।
Bạch Thế Tôn, nếu trong một pháp thoại, một bài giảng dạy như thế này mà tâm của Bồ Tát không chìm đắm, không sụp đổ, không sa sút, không rơi vào trạng thái sa sút, nếu tâm vị này không bị đoạn mạch sống, nếu vị này không bị gãy cột sống, nếu vị này không lo sợ, không run rẩy và không rơi vào tình trạng hoảng sợ run sợ thì ta nên biết: Bồ Tát Ma-ha-tát này tu tập hướng về Bát-nhã-ba-la-mật-đa, Bồ Tát Ma-ha-tát này phát triển Bát-nhã-ba-la-mật-đa, Bồ Tát Ma-ha-tát này nghiên cứu Bát-nhã-ba-la-mật-đa, Bồ Tát Ma-ha-tát này thiền quán Bát-nhã-ba-la-mật-đa. Vì sao? Trong lúc Bồ Tát Ma-ha-tát hướng về Bát-nhã-ba-la-mật-đa quán chiếu các pháp này thì ông ta không nghĩ đến sắc, không tiếp cận sắc, không thấy sự sinh khởi của sắc, không thấy sự hoại diệt của sắc. Và cũng như thế trong trường hợp thụ, tưởng và hành. Ông ta không nghĩ đến thức, không tiếp cận thức, không thấy sự sinh khởi của thức, không thấy sự hoại diệt của thức.
Sự từ khước, đả đảo tất cả sự hiện diện của các pháp, các vật, các hiện tượng chính là bước triển khai triệt để giáo lý vô ngã. Nó không chỉ mang đến sự hoang mang, mà cũng đồng thời trở thành cơ sở, là bước khởi đầu của một tâm thức lìa bỏ tất cả, không nương tựa vào bất cứ cái gì. Tất cả - sự sinh thành và hoại diệt, tính vô thường của vạn vật mà ta có thể quan sát khi thiền quán theo phương pháp Tứ niệm xứ - được diễn giải phân tích cùng cực theo lý tính trong đoạn kinh trên. Hoàn toàn không có gì được quan sát, không có sự hình thành và cũng không có sự hoại diệt. Một pháp, dù là một trong ngũ uẩn hoặc một vật gì khác chẳng phải là sự sinh thành của nó, chẳng phải là sự hoại diệt của nó mà cũng không phải không như thế. Ta không có thể nói gì về nó được.